# アダム・ボブロウ
アダム・ボブロウ(Adam Bobrow、1981年2月14日-)はアメリカ出身の俳優、卓球選手、国際卓球連盟(ITTF)の実況コメンテーター。現在は台湾に居住している。しかし、仕事で世界中を飛びまわっている為あまり台湾に帰れてない。YouTubeチャンネルを運営していて現在の登録者は140万人。世界中の人々と親善試合を行なっており、卓球の楽しさ、面白さを広めている。トッププレイヤーとも試合をしている。

## 経歴
1981年2月14日にアメリカのカリフォルニア州ロサンゼルスに産まれた。7歳の頃から、父親に卓球を教えてもらっており、15歳の時には地元のクラブチームに所属して全米トーナメントで優勝する程の実力がついた。その後、南カリフォルニア大学に入学し演劇を学び学士号を取得。大学卒業後は演劇のオーディションを受けながら卓球のクラブチームで指導をした。2014年、ITTFの実況コメンテーターになるためのオーディションに合格。それ以来、ITTFの実況コメンテーターを務めている。また、丹羽孝希のファンで丹羽がトリックショットを繰り出した時、アダムが叫ぶ「コキニワ！！」は卓球ファンの間ではかなり有名。最近は高承睿やティモ・ボル等のトッププレイヤーや松島美空と親善試合をしている。